# رشید غفاری
شهید رشید غفاری جنگلبان ایرانی بود که در سال ۱۳۸۱ با شلیک گلوله از پنجره منزلش در حضور اعضای خانواده اش به قتل رسید.
وی جنگلبان منابع طبیعی «جوکندان تالش» بود که سال ۱۳۶۲ فعالیت خود را آغاز کرد.
پرونده قتل وی تاکنون همچنان مفتوح است. رئیس دادگستری استان گیلان دربارهٔ وضعیت پرونده وی در شهریور ۱۳۹۰ گفت: «رسیدگی به پرونده مستلزم حضور و وجود متهم یا متهمان و شناسایی آنها است.»